# Zachi Ha-Negbi

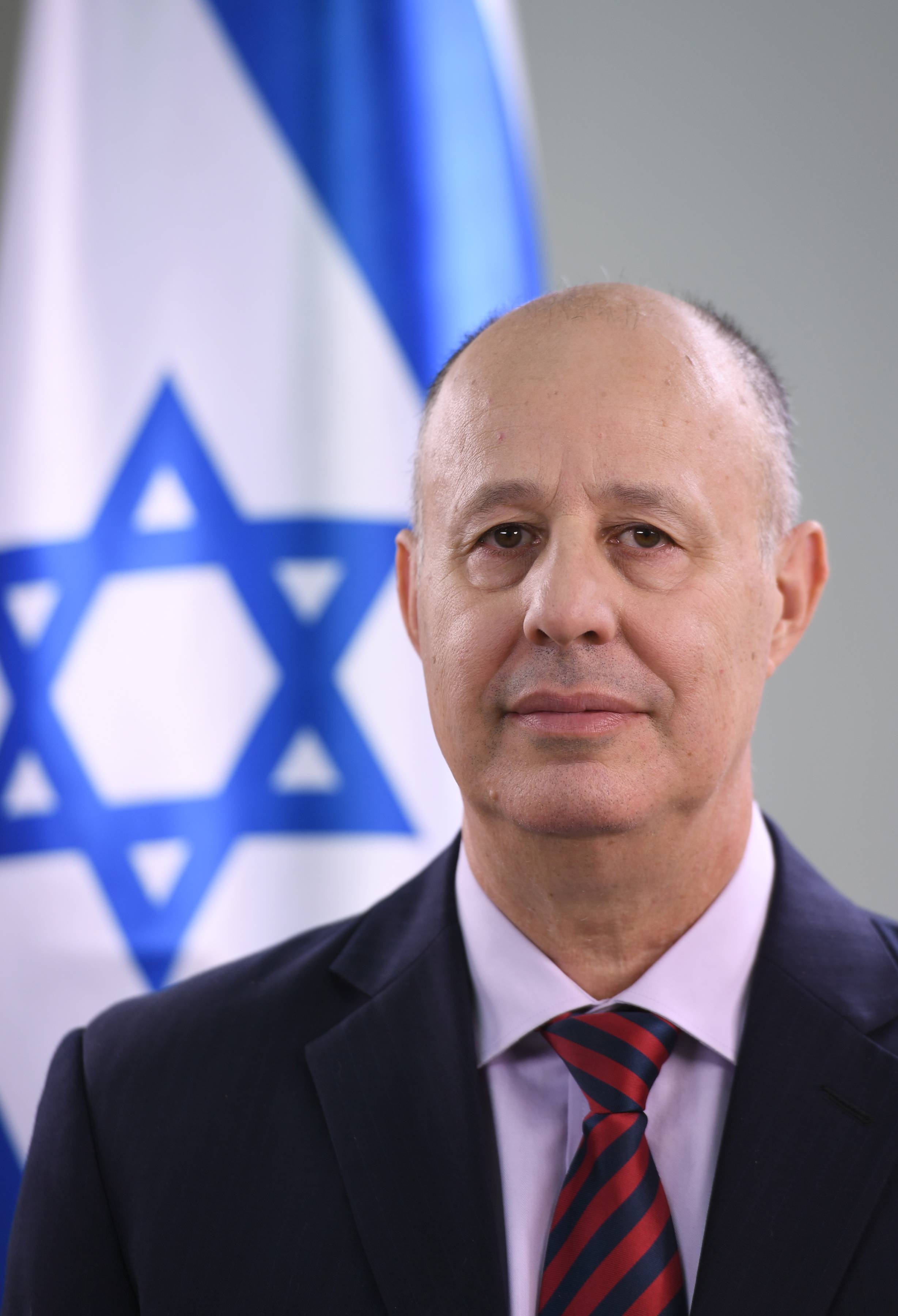
Zachi Ha-Negbi, 2018.

Zachi Ha-Negbi (hebräisch צחי הנגבי; * 26. Februar 1957 in Jerusalem) ist ein israelischer Politiker der Partei Likud und Nationaler Sicherheitsberater.
Vom Mai 2020 bis August 2020 war er Minister ohne Geschäftsbereich im Kabinett Benjamin Netanjahu V. Von August 2020 bis Juni 2021 war er im selben Kabinett Minister für Siedlungswesen, als Nachfolger von Parteimitglied Tzipi Hotovely.

## Biografie
Nach dem Schulbesuch leistete der Sohn der Knesset-Abgeordneten Geula Cohen zunächst von 1974 bis 1977 seinen Wehrdienst bei den Streitkräfte (IDF) in der Fallschirmjägerbrigade (Hativat HaTzanhanim), ehe sich ein Studium der Internationalen Beziehungen sowie der Rechtswissenschaften an der Hebräischen Universität Jerusalem anschloss, die er mit einem Bachelor of Arts (B.A.) sowie einem Bachelor of Laws (LL.B.) abschloss. Während dieser Zeit war er zuerst von 1979 bis 1980 Präsident der Studentenunion der Hebräischen Universität und danach bis 1982 Präsident der Nationalen Studentenunion.
Nach Abschluss des Studiums wurde er als Rechtsanwalt zugelassen, trat jedoch in den Regierungsdienst, wo er zunächst von 1983 bis 1984 Assistent des Verkehrsministers Chaim Korfu und anschließend Berater von Außenminister Jitzchak Schamir war. Zwischen 1986 und 1988 war er Direktor des Büros von Ministerpräsident Schamir.
Seine politische Laufbahn begann am 21. November 1988, als Hanegbi erstmals zum Abgeordneten der Knesset gewählt wurde und der er mit Ausnahme einer kurzen Unterbrechung von Dezember 2005 bis April 2006 bis heute als Vertreter des Likud angehört. Am 18. Juni 1996 wurde er von Ministerpräsident Benjamin Netanjahu als Gesundheitsminister erstmals in eine Regierung berufen und behielt dieses Amt bis zum 12. November 1996. Allerdings wurde er am 4. September 1996 zugleich zum Justizminister ernannt und hatte dieses Amt fast drei Jahre bis zum 6. Juli 1999 inne. Während seiner Amtszeit kam es am 10. Januar 1997 zur umstrittenen Berufung von Ronni Bar-On zum Generalstaatsanwalt, der aufgrund der großen Kritik dieses Amt jedoch bereits nach 55 Stunden wieder aufgab. 1997 wurde er zudem Vorsitzender des Zentralkomitees des Likud.
Vom 7. März 2001 bis zum 28. Februar 2003 war er nicht nur Umweltminister in der Regierung von Ariel Scharon, sondern zugleich vom 15. Dezember 2002 bis zum 28. Februar 2003 auch Verkehrsminister. Als Umweltminister hat er sich unter anderem mit der Problematik der Wasserknappheit wegen des Schrumpfen des Toten Meeres befasst. In der nachfolgenden Regierung Scharons war Hanegbi bis zum 6. September 2004 Minister für innere Sicherheit und war als solcher auch für die Sicherheit in Palästina zuständig sowie zuletzt bis zum 4. Mai 2006 Minister im Amt des Ministerpräsidenten.
In der zuletzt am 17. April 2006 gewählten Knesset ist er Vorsitzender des Ausschusses für Auswärtige Angelegenheit und Verteidigung. Derzeit gehört Hanegbi der von Scharon 2005 gegründeten Kadima an.
Im Spätsommer 2006 wurde ihm vorgeworfen, während seiner Amtszeit als Umweltminister unberechtigt 69 Mitglieder des Likud in Regierungsämter berufen zu haben, weswegen gegen ihn Anklage erhoben wurde.
Von Februar bis Mai 2017 war er Kommunikationsminister der 34. israelischen Regierung unter Ministerpräsident Benjamin Netanjahu.
Vom 17. Mai 2020 bis den 2. August 2020 war er Minister ohne Geschäftsbereich in der 35. israelischen Regierung. Vom 2. August 2020 bis zum 13. Juni 2021 war er im selben Kabinett Minister für Siedlungswesen, als Nachfolger von Parteimitglied Tzipi Hotovely.